# بروين حبيب
بروين حبيب (19 أكتوبر 1969 —) هي صحفية وشاعرة بحرينية ومقدمة برامج، تقدم البرنامج الحواري الأسبوعي حلو الكلام ونلتقي مع بروين حبيب على تلفزيون دبي.

## النشأة والتعليم
وُلدت بروين حبيب في المنامة بـالبحرين عام 1969. بدأت علاقتها بالإعلام في سن مبكرة، حيث انضمت إلى مؤسسة الإنتاج البرامجي المشترك لدول الخليج العربي وهي في الحادية عشرة من عمرها. في عام 1988 عملت مذيعة في قناة البحرين الفضائية، ثم انتقلت عام 1999 إلى تلفزيون دبي. درست الأدب العربي في جامعة البحرين، وحصلت على شهادة ماجستير من جامعة عين شمس في القاهرة عام 1997، وكانت أطروحتها عن شعر نزار قباني. نالت شهادة دكتوراه عام 2004 من معهد الدراسات في مصر، عن دراسة بعنوان "لغة نص المرأة الشعري بالخليج". وهي رئيس لجنة التحكيم في جائزة الدانة للدراما 2025.

## الإنتاج الأدبي
أصدرت حبيب عدداً من الأعمال الشعرية، أولها رجولتك الخائفة، طفولتي الورقية عام 2001، وتبعتها بثلاث مجموعات شعرية هي: أعطيت المرآة ظهري، والفراشة، والوهم الأخضر. كما أصدرت كتباً نثرية تضمنت مقالات، مثل: دانتيلا، هذا اليوم لا يشبهني ودانتيلا، أقل من الصحراء. في مجال الدراسات الأدبية، نشرت عام 1999 كتاباً نقدياً بعنوان تقنيات التعبير في شعر نزار قباني، وفي عام 2022 أصدرت مختارات من شعره بعنوان عاشق الكلمات. كما كتبت في أدب الأطفال، وأصدرت كتاباً بعنوان جدي والواتساب.

## الجوائز والتكريم
حصلت بروين حبيب على عدد من الجوائز والتكريمات خلال مسيرتها، من أبرزها:
- 1985: تكريم من اليونسكو في مسابقة للطلبة.
- 1997: تكريم من أمير البحرين بمناسبة عيد العلم.
- جوائز في إلقاء الشعر خلال المراحل الدراسية.
- 2004: تكريم من رئيس وزراء البحرين بمناسبة عيد العلم لتفوقها في الدكتوراه مع مرتبة الشرف الأولى.
- 2004: تكريم من ملك البحرين لحصولها على جائزة النخلة الذهبية عن برنامج شاعر في قلب عصره حول نزار قباني، وجائزة النخلة الفضية عن برنامج مواهب وهوايات.
- 2005: تكريم من الرابطة العربية لرموز الشعر والإعلام في دبي.
- 2005: تكريم في مهرجان المبدعات العربيات بمدينة سوسة في تونس.